# Le Mesnil-sur-Bulles
Le Mesnil-sur-Bulles is een gemeente in het Franse departement Oise (regio Hauts-de-France) en telt 236 inwoners (2004). De plaats maakt deel uit van het arrondissement Clermont.

## Geografie
De oppervlakte van Le Mesnil-sur-Bulles bedraagt 6,2 km², de bevolkingsdichtheid is 38,1 inwoners per km².
De onderstaande kaart toont de ligging van Le Mesnil-sur-Bulles met de belangrijkste infrastructuur en aangrenzende gemeenten.

## Demografie
Onderstaande figuur toont het verloop van het inwonertal (bron: INSEE-tellingen).